# 仁和镇 (宁远县)
仁和镇，是中华人民共和国湖南省永州市宁远县下辖的一个乡镇级行政单位。

## 历史沿革
2015年1月6日，将仁和镇的草子塘村、周王家村、伞里洞村、华石盘村划归到文庙街道。

## 行政区划
仁和镇下辖以下地区：
仁和村、唐家村、上徐家村、牛尾塘村、刘安仲村、陈家村、谷木洞村、铜岗脚村、孙家铺村、尹家洞村、陈安村、岩口洞村、陈普全村、周王家村、伞里洞村、草子塘村、社福山村、下徐家村、华石盘村、鲤鱼塘村、黄家洞村、鹅婆井村、李家铺村、古坪村、十甲村、大园湖村、堂皇村、枫木铺村、社旺村、白马村、高家村、神背山村、大塘边村、冯石村、环仪堂村、大石洞村和冯谷均村。
2015年1月6日调整后，下辖仁和村、牛尾塘村、岩口洞村、黄家洞村、社福山村、陈普全村、谷木洞村、陈家村、刘安仲村、孙家铺村、尹家洞村、陈安村、鹅婆井村、铜岗脚村、上徐家村、下徐家村、鲤鱼塘村、唐家村、李家铺村、十甲村、大元湖村、古坪村、堂皇村、白马村、社旺村、枫木铺村、冯石村、大石洞村、神背山村、高家村、环仪塘村、冯谷均村、大塘边村33个村。